# Hubert Pradon-Vallancy
Hubert Pradon-Vallancy, né le 7 septembre 1891 au château de Mont, à Taxat-Senat (Allier), et mort le 7 août 1943 au château des Joyeux, à Saint-Germain-de-Salles (Allier), est un homme politique français.

## Biographie
Hubert Pradon-Vallancy est le fils de Maurice Pradon-Vallancy (1861-1912), maire de Montaigut-en-Combraille (Puy-de-Dôme), et de Marguerite Lebrun (1868-1919). Ses parents appartiennent l'un et l'autre à des familles bourgeoises de la région. Les Pradon viennent de la Combraille auvergnate (Pionsat, où ils sont attestés au XVIIe siècle, Montaigut) ; ils ajoutent à leur nom celui de Vallancy, une terre qu'ils possédaient. Les Lebrun viennent de la région de Jaligny-sur-Besbre ; le trisaïeul de Marguerite, Léon Henry Éléonord Le Brun, a été député du tiers-état de la sénéchaussée de Moulins aux États généraux de 1789. La famille Lebrun achète le château de Mont, à Taxat-Senat, au milieu du XIXe siècle ; Marguerite Lebrun hérite de ce château.
Jean Claude Hubert Pradon-Vallancy naît au château de Mont le 7 septembre 1891.
Agriculteur, il est élu maire de Taxat-Senat en 1919, puis la même année, conseiller d'arrondissement. Il sera conseiller général du canton de Chantelle de 1932 à 1940. Il est député de l'Allier de 1928 à 1932, inscrit chez les Républicains socialistes.
Comme le château de Mont est destiné à son frère cadet Lucien, il achète en 1918 le château des Joyeux, à Saint-Germain-de-Salles.
De son mariage avec Marie-Madeleine Champion, il a trois filles et un fils.

## Sources
- « Hubert Pradon-Vallancy », dans le Dictionnaire des parlementaires français (1889-1940), sous la direction de Jean Jolly, PUF, 1960 [détail de l’édition]